# Herren von Schwabegg

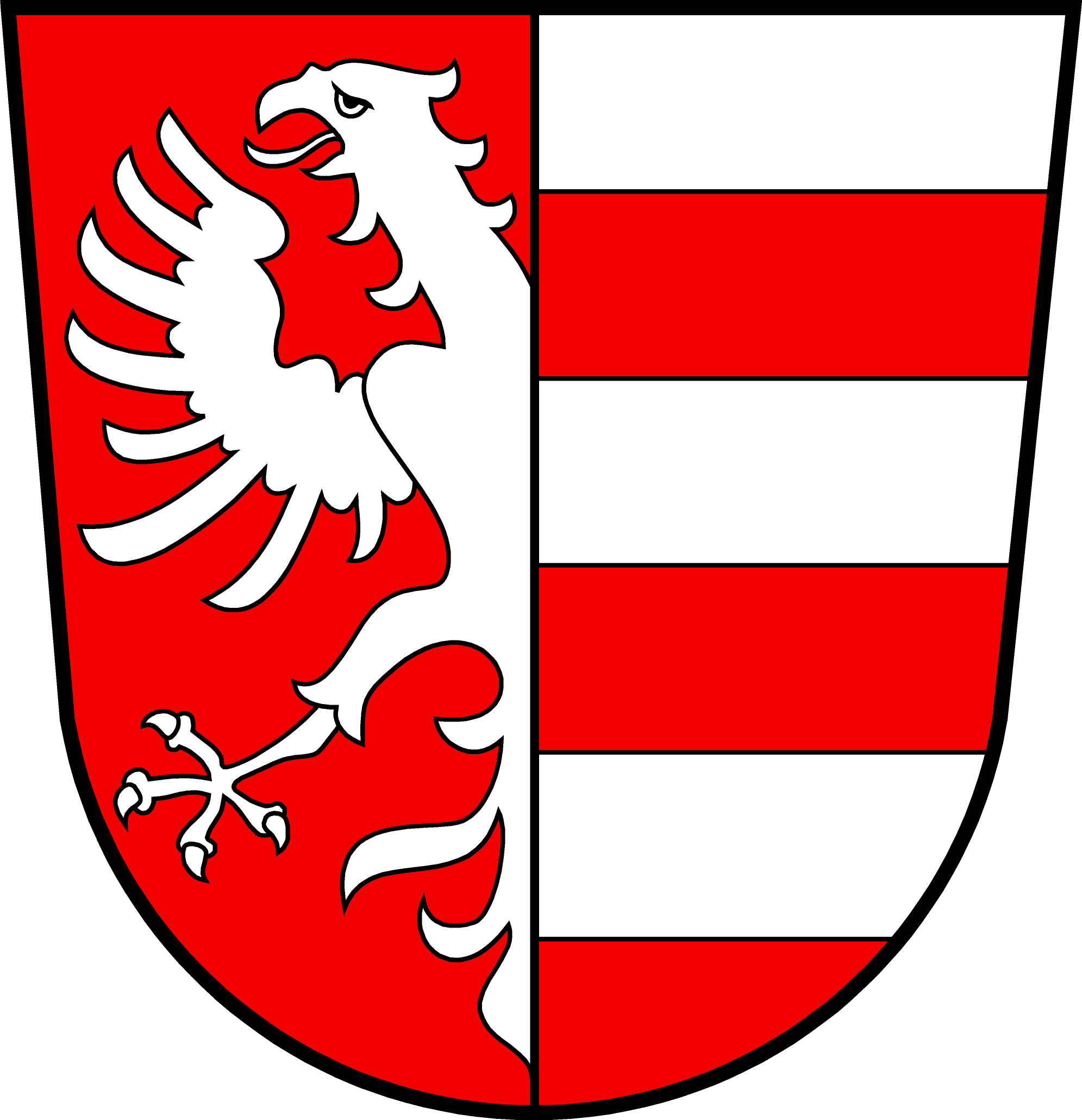
Wappen der Grafen von Schwabegg

Die Herren von Schwabegg waren ein schwäbisches Adelsgeschlecht, das 1167 ausstarb.

## Geschichte
Die Herren von Schwabegg waren seit spätestens 980 als Inhaber der Herrschaft Schwabeck die Vögte des Hochstifts Augsburg. Sie sind wohl seit 898 nachweisbar mit einem praefectus Adalgoz. Das Geschlecht saß seit etwa 1110 auf der Feste Schwabegg, in deren Umkreis sie über ansehnliche Güter, Vasallen und Ministerialen verfügten. 1167 starb der letzte Schwabegger, Adalgoz, auf dem vierten Italienzug Friedrich Barbarossas. Die Burg fiel mit ihren Gütern an die Staufer und 1268 mit dem Konradinischen Erbe an Bayern.

## Bekannte Namensträger
- Werner von Ursberg, gestorben am 8. Februar zwischen 1130 und 1140
- Werner, ältester Sohn von Werner von Ursberg, war von 1130 bis 1135/43 bischöflicher Vogt
- Adalgoz, Sohn von Werner von Ursberg, soll nach dem Tod seines Bruders die Vogtei übernommen haben. Er starb am 26. Juli 1167 an der Pest oder an Malaria.

## Namensüberlieferung
Schwabegg ist ein Ortsteil der Gemeinde Schwabmünchen.